# Puntarenas (stad)
Puntarenas (Spaans voor "zandig punt") is het bestuurlijk centrum en de grootste  stad (ciudad) en gemeente (cantón) van de gelijknamige provincie van Costa Rica. De stad ligt in het westen van het land en vormt een kuststad aan de Golf van Nicoya van de Grote Oceaan, tegenover het schiereiland Nicoya op een nauwe landtong. De stad vormt een gemeente (cantón) met 132.000 inwoners, maar de eigenlijke stad Puntarenas telt slechts 10.000 inwoners.
De haven Caldera ten zuiden van de eigenlijke stad, in de gemeente Esparza, is een van de belangrijkste havens van het land. De stad telt een aantal stranden die veel toeristen trekken, met name surfers. De stad heeft als bijnaam 'La perla del Pacífico' ("de parel van het Pacifisch gebied"), maar vaker 'El Puerto' ("de haven"). De naam Puntarenas komt voor het eerst voor in een document uit 13 februari 1720.

## Geschiedenis
De plek werd ontdekt door Hernán Ponce de León in 1519 en stond aanvankelijk bekend als Villa Bruselas. Lange tijd vormde het de enige toegangsweg naar de Valle Central. De plaats zelf begon zich pas vanaf het begin van de 19e eeuw te ontwikkelen toen de koffieproductie in de hooglanden zover was toegenomen, dat ze interessant werd voor de export. In 1814 kreeg het een haven en werd daarop gebruikt voor de export van koffiebonen naar Chili. In 1843 kwam de Engelse zeevaarder William Le Lacheur uit Guernsey naar de stad op zoek naar handel. Twee jaar later zette hij een vervoersverbinding op tussen Costa Rica en Engeland voor de export van koffie, waardoor de economie van de regio een groei doormaakte. Le Lacheur zorgde ook voor transportschepen om de vrijwilligers te ondersteunen die de strijd aangingen met William Walker. In 1845 verklaarde het Congres van de Republiek Puntarenas een belastingvrije haven (afgezien van cognac en sterke likeuren).
De koffie werd aanvankelijk met behulp van ossenkarren over een bergpad naar de stad gebracht, maar al snel werd besloten tot de aanleg van een spoorlijn, die werd voltooid in 1879, zodat de stad een spoorverbinding kreeg met de stad Esparza. Deze spoorlijn werd begin 20e eeuw doorgetrokken naar de hoofdstad San José en werd ingewijd in 1910.
De spoorverbinding zorgde ervoor dat de haven zijn belang voor de Costa Ricaanse economie bleef behouden gedurende een groot deel van de 20e eeuw. De stad ontwikkelde zich in die tijd tot een strandoord met een boulevard, hotels en restaurants. Al snel kwam er echter concurrentie van andere kustplaatsen, waardoor het toerisme weer afnam.
Uiteindelijk werd de haven met haar nauwe ingang en ondiepte ongeschikt voor de nieuwere steeds grotere schepen en zorgde het uitblijven van modernisering van de havenfaciliteiten ervoor dat uiteindelijk in de jaren 80 de nieuwe haven Caldera 20 kilometer ten zuiden van Puntarenas werd gebouwd. In Caldera arriveren nu de cruiseschepen uit het Panamakanaal, terwijl Puntarenas zelf alleen nog een visvloot heeft die zeevruchten levert aan de lokale restaurants. Een veerpont verbindt de stad met de stranden van Montezuma, Playa Naranjo en Paquera op het schiereiland Nicoya.

## Bestuurlijke indeling
De gemeente Puntarenas bestaat uit 16 deelgemeenten (distrito): Puntarenas (de eigenlijke stad), Acapulco, Arancibia, Barranca, Chacarita, Chira, Chomes, Cóbano, El Roble, Guacimal, Isla del Coco (onbewoond), Lepanto, Manzanillo, Monte Verde, Paquera en Pitahaya. 
De eigenlijke stad bestaat uit zes stadswijken (barrio) (Angostura, Carmen, Cocal, Playitas, Pochote en Pueblo Nuevo) en drie woonkernen (poblado) (Isla Bejuco, Isla Caballo en Palmar).

## Partnersteden
- Kesennuma (Japan)

## Geboren
- Elizabeth Odio Benito (1939), rechtsgeleerde, politica en rechter
- Hermidio Barrantes (1964), voetballer